# Tomlinsonus
Tomlinsonus dimitrii
Genre
Espèce
Tomlinsonus est un genre fossile d'arthropodes de l'Ordovicien supérieur représenté par une seule espèce, Tomlinsonus dimitrii près de la rive orientale du lac Simcoe, dans l'Ontario (Canada, dans la région surnommée le « Paléo-Pompéi »).

## Description
Tomlinsonus dimitrii est un arthropode à corps mou daté de 450 millions d'années. Il mesure 6 cm et n'a pas d'yeux. Le corps segmenté avait de nombreuses paires de membres : il marche sur des pattes « en forme d'échasses » et, sous la tête, deux membres très longs avec lesquels il devait se frayer un chemin.
Il dispose sur le dessus du corps de deux paires de cornes incurvées recouvertes d’épines évoquant des plumes.

## Systématique
Le genre Tomlinsonus et l'espèce Tomlinsonus dimitrii ont été décrits en 2022 par Joseph Moysiuk (d), Alejandro Izquierdo-López (d), George E. Kampouris (d) et Jean-Bernard Caron (d).

## Étymologie
Le nom générique, Tomlinsonus, fait référence au groupe Tomlinson, la société canadienne qui possédait le terrain sur lequel l'holotype fossile de Tomlinsonus dimitrii a été découvert.
L'épithète spécifique, dimitrii, a été donnée en l'honneur de Dimitri G. Kampouris qui a émigré d’Égypte en Ontario en qualité de mineur et dont le soutien et les encouragements ont été nécessaires pour l'étude du lagerstätte de Brechin (comté de Simcoe dans l'Ontario). 

## Publication originale
- (en) Joseph Moysiuk, Alejandro Izquierdo-López, George E. Kampouris et Jean-Bernard Caron, « A new marrellomorph arthropod from southern Ontario: a rare case of soft-tissue preservation on a Late Ordovician open marine shelf », Journal of Paleontology, Société de paléontologie, vol. 96, no 4,‎ 24 mars 2022, p. 859–874 (ISSN 0022-3360 et 1937-2337, DOI 10.1017/JPA.2022.11, lire en ligne).